# Leugendetectie

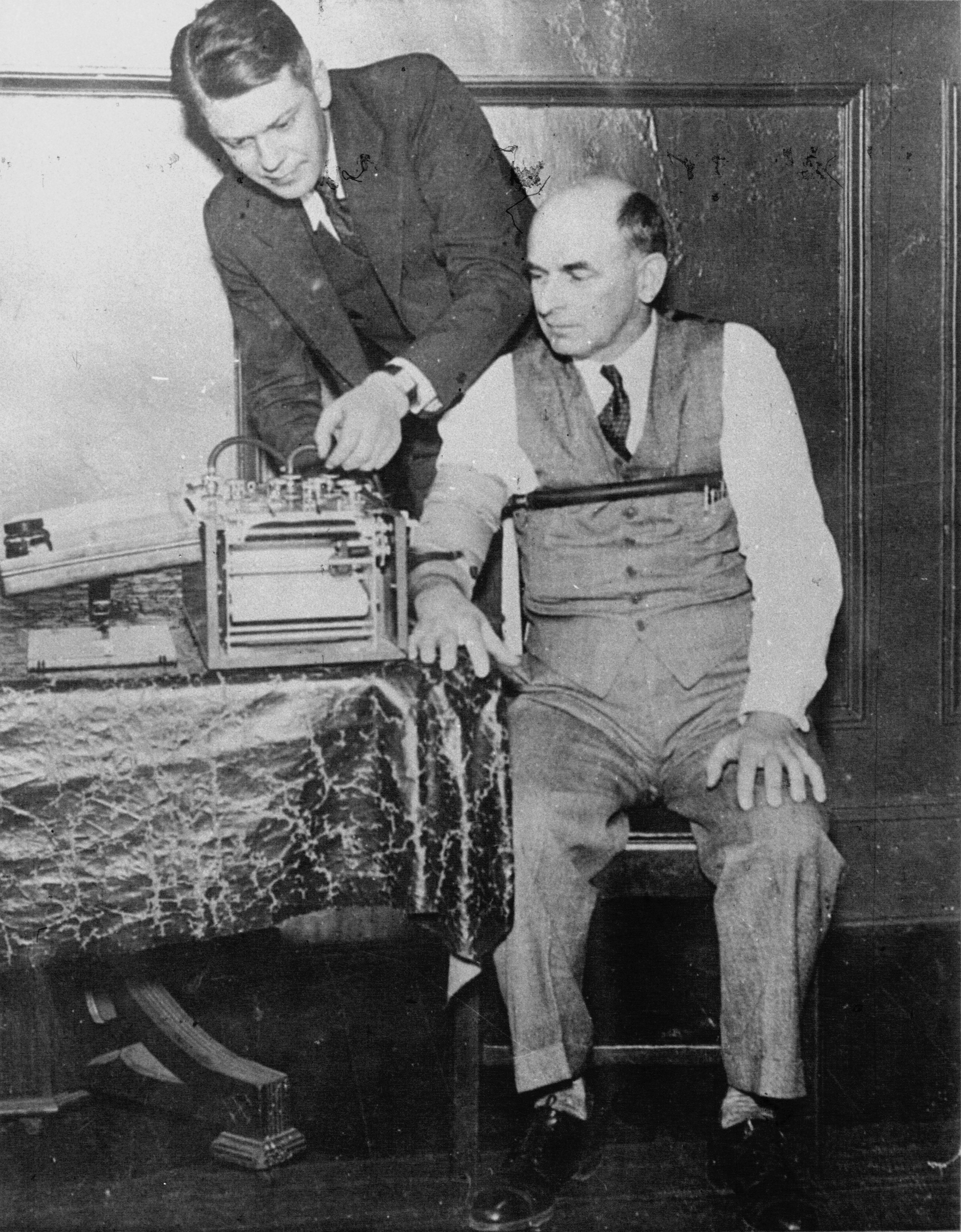
Leonarde Keeler in 1937

Een leugendetectietest, of polygrafische test, is een test die gebaseerd is op het principe dat een emotioneel geladen prikkel een reactie oproept van het autonome zenuwstelsel. Als iemand liegt, dan kan dat gepaard gaan met een emotie, die op zijn beurt een autonoom fysiologische activiteit oproept. De emotie kan bijvoorbeeld het gevolg zijn van een gevoel van angst dat men ontmaskerd wordt. De fysiologische activiteit kan blijken uit de galvanische huidreactie (ook wel Galvanic Skin Response genoemd). Deze is het gevolg van een kortstondige activiteit van de zweetklieren. Ook kunnen daarbij andere fysiologische reacties optreden, zoals een toename van de hartslagfrequentie, bloeddruk, spierspanning en ademhalingsfrequentie.

## Polygraaf ("leugendetector")
Voor het meten van hierboven genoemde fysiologische reacties wordt een polygraaf (letterlijk; veelschrijver) gebruikt. Vandaar dat de leugendetectietest in het Engels ook wel Polygraph Test wordt genoemd. De in het Nederlands gehanteerde naam is leugendetector.
Het eerste gedocumenteerd experiment met een leugendetector werd uitgevoerd door Leonard Keeler in 1935 in Wisconsin. In Nederland werden de eerste proefnemingen gedaan op 18 januari 1951. De proeven werden genomen door dr. Van der Zee en dr. Holtzer, neuroloog en psychiater te Eindhoven. De term leugendetector is echter misleidend, omdat leugendetectie niet primair door een apparaat, maar door een apparaat in combinatie met een speciale ondervraagtechniek (zie Methoden) plaatsvindt.

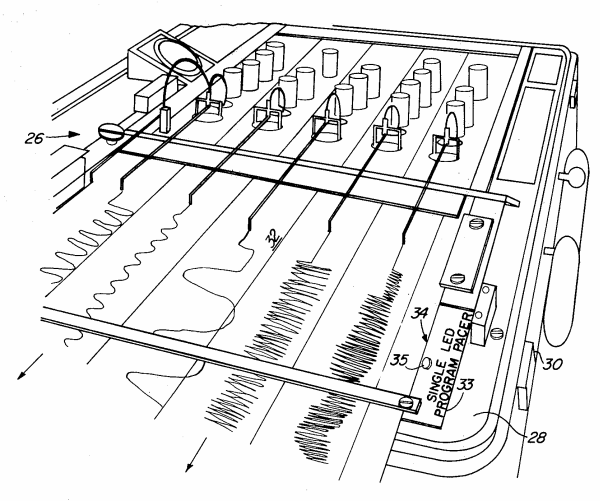
een Polygraaf of veelschrijver gebruikt bij o.a. leugendetectie

## Methoden

### Delictgerelateerde vragen versus controlevragen
Leugendetectietests zijn meestal gebaseerd op een procedure waarbij een verdachte of cliënt aan een interview wordt onderworpen, of een aantal meerkeuzevragen moet beantwoorden. Dit kunnen zogenaamde relevante of delictgerelateerde vragen zijn (bijvoorbeeld: "heeft u onlangs een bedrag van 10 miljoen euro gestolen?"). Deze worden dan vergeleken met controlevragen. Dit zijn vragen die niet direct met het misdrijf te maken hebben, maar die wel een emotionele inhoud of lading hebben; bijvoorbeeld "heeft u ooit eens iets gestolen?" Controlevragen kunnen dus ook bestaan uit vragen die veel mensen niet eerlijk beantwoorden, zoals bij de laatste vraag het geval is. Reageert men sterker op delictgerelateerde vragen dan op controlevragen, dan is dat een aanwijzing dat men schuldig is. Het nadeel van deze methode is dat die een relatief groot aantal valse positieven oplevert: men wordt ten onrechte als schuldige aangewezen omdat men bij de delictgerelateerde vragen meer fysiologische activiteit vertoonde dan bij de controlevragen. Dat kan bijvoorbeeld komen door de specifieke lading van een relevante vraag, of omdat een (onschuldige) ondervraagde door heeft dat bepaalde vragen met het misdrijf waarvan hij of zij wordt verdacht, samenhangen.

### Schuldige-kennistechniek
Een andere procedure is de door o.a. de Amerikaanse psycholoog David Lykken ontwikkelde schuldige-kennistechniek. Dit is een aanpak waarbij men een aantal stimuli of testitems (bijvoorbeeld woorden, of dia’s van bepaalde gezichten, scènes e.d.) aanbiedt. Hierbij wordt vaak gebruikgemaakt van meerkeuzevragen. Sommige van deze stimuli of vragen hebben betrekking op kennis van een voorwerp (c.q. persoon of naam) waarover alleen de ondervrager en degene die het misdrijf heeft gepleegd, kunnen beschikken. De ondervrager leest bijvoorbeeld een aantal geldbedragen voor die met een diefstal te maken hebben, zoals: 10.000, 20.000, 30.000 of 40.000 euro. Of men laat achtereenvolgens een 4-tal dia’s zien met scènes of voorwerpen, waarvan er één specifiek met de misdaad is verbonden (bijvoorbeeld de kamer waar, of het mes waarmee de moord is gepleegd). De delictgerelateerde informatie moet natuurlijk wél ‘geheim’ zijn: hij mag dus bijvoorbeeld niet via berichtgeving van de media zijn uitgelekt. Behalve deze specifieke testitems worden ook controlevragen of items aangeboden die een meer neutraal karakter hebben, dus niet verbonden zijn met specifieke kennis van het misdrijf. De relevante items zullen doorgaans bij een schuldige een grotere fysiologische activiteit oproepen dan de neutrale items. Dit komt doordat deze items worden herkend, en daarom een specifieke relevantie voor hem of haar hebben. Dit wordt in de psychologie ook wel oriëntatiereactie genoemd. Een voordeel van deze methode is dat men via kansrekening kan bepalen hoe groot de kans is dat men puur volgens toeval het relevante (schuldige) antwoord geeft. Deze aanpak lijkt veelbelovend, hoewel hij een grotere kans geeft op valse negatieven: de schuldige wordt niet herkend. Vooral in Japan wordt deze techniek veel gebruikt. In 2008 zal deze onder de naam van geheugendetector bij de Amsterdamse politie als proef worden ingevoerd.

## Conclusies
Leugendetectietests met behulp van polygrafie worden, vooral in de VS, veel gebruikt bij verhoor van verdachten, seksuele delinquenten, bij verdenking van overspel van partners of bij sollicaties. Ook in Europa is er sprake van een zekere opmars van de leugendetectietests. Het weigeren van een leugendetectietest kan belastend zijn voor de verdachte, of een reden zijn om een sollicitant af te wijzen. De test geldt echter niet als wettelijk bewijsmiddel in een rechtszaak.
In wetenschappelijke publicaties wordt vaak kritiek geuit op onzorgvuldige procedures bij het toepassen van leugendetectietests. Ook blijkt uit veel onderzoek dat de betrouwbaarheid van deze tests te wensen overlaat. In het algemeen wordt aangenomen dat de leugendetectietechniek nog onvoldoende wetenschappelijk is onderbouwd om als objectief meetinstrument te kunnen worden toegepast bij rechtspraak of screening van personeel. Dit blijkt onder meer uit een kritisch rapport van de Amerikaanse Research Council uit 2003. Een belangrijk gegeven daarbij is dat men nog niet beschikt over ‘harde’ fysiologische indices van leugens, en het feit dat er sterke individuele verschillen bestaan in fysiologische reactiviteit bij het vertellen van leugens. Zo blijkt dat mensen met hersenbeschadiging en bepaalde karakterstoornissen (zoals psychopaten) doorgaans weinig fysiologische activiteit vertonen bij emotionele prikkels. Het beïnvloeden van de resultaten kan met enige training worden geleerd.

## Leugendetectie door middel van spraakanalyse

### Algemeen
Meer recent wordt bij leugendetectie gebruikgemaakt van commerciële apparatuur en software voor spraakanalyse. Deze aanpak staat bekend als ‘Voice Stress Analysis’ (VSA). VSA is sneller en makkelijker toe te passen dan de klassieke polygrafietest, en vraagt behalve een ondervragingsprotocol alleen een computer en specifieke software voor spraakanalyse. De VSA apparatuur kan ook gebruikt worden bij spraak die via een telefoon is opgenomen. De firma’s die deze apparatuur leveren, garanderen een effectief gebruik in omgevingen als incheckbalies van vliegvelden, posten van douane of grensbewaking, toegang van overheidsgebouwen, verzekeringsmaatschappijen e.d.

### VSA-methode
De bij VSA geleverde software analyseert bepaalde akoestische kenmerken van de spraak, zoals trillingen en veranderingen in toonhoogte van een stem. Deze zouden mogelijk kunnen wijzen op stress die ervaren wordt bijvoorbeeld bij beantwoording van een pijnlijke vraag. Of omdat een spreker de waarheid niet vertelt. Bekende door fabrikanten geleverde systemen zijn Gate Keeper (GK1), en een meer geavanceerd systeem met de naam Layered Voice Analyser. (LVA). LVA is een technologie die volgens de ontwerper Amir Lieberman de emotionele inhoud van de menselijke spraak detecteert. LVA zou verschillende types van stress, cognitieve processen en emotionele reacties onderscheiden, louter en alleen gebaseerd op de kenmerken van zijn of haar stem. Samen bepalen deze de ‘emotionele signatuur’ van een individu op een bepaald moment (zie ook).
Een basiselement van de door VSA uitgevoerde spraakanalyse is het meten van microtremor. Dit zijn kleine hoogfrequente trillingen (tremoren) van de spieren die het strottenhoofd en stembanden aansturen, en die vervolgens via akoestische analyses uit de spraakklanken worden gefilterd. Deze methodiek is gebaseerd op een vroege studie van de Engelse onderzoeker Lippold. Deze had als eerste fysiologische trillingen gemeten in de orde van 10 Hz (10 per seconden) die gemeten waren in de willekeurige skeletspieren zoals vingerspieren.
Bij een verhoogde arousal zouden volgens Lippold tremoren die veroorzaakt worden door aansturing van de nervus vagus van het autonome zenuwstelsel in sterkte afnemen. In navolging hiervan hebben sommige onderzoekers aangenomen dat dit ook gold voor de strottenhoofdspieren

### Kritiek op VSA
De kritiek op VSA is gericht op het werkingsmechanisme waar het zowel fysisch als statistisch op is gebaseerd.

Het blijft onduidelijk in hoeverre de gebruikte algoritmen in de VSA software geschikt zijn om microtremoren in een specifieke frequentieband te detecteren. De meegeleverde software blijkt in sommige gevallen te berusten op simpele amateuristische programmatuur.
Bovendien wordt door sommigen betwijfeld of de door Lippold beschreven microtremoren zich ook manifesteren in de menselijke spraakpatronen. Het door hem verrichte onderzoek had vooral betrekking op de willekeurig aangestuurde skeletspieren van ledematen zoals bijvoorbeeld de vingers. De claim van LVA producenten dat het mogelijk is allerlei ‘emotie-parameters’ aan louter het stemgeluid te onttrekken, lijkt daarom wetenschappelijk onvoldoende onderbouwd. Kortom: de fysiologische en psychologische basis van de toegepaste VSA tests lijkt omstreden.
Ten tweede blijken de betrouwbaarheid en validiteit van dergelijke onderzoeksapparatuur gebrekkig. De resultaten blijken niet veel van het kansniveau te verschillen, waarbij het aantal valse positieven (onterecht aanwijzen als schuldig) vermoedelijk niet veel niet verschilt van het aantal ‘echte’ positieven (terecht aanwijzen als schuldig)

### Het bogus pipeline-effect met VSA
Vooral in de Verenigde staten blijkt VSA op grote schaal intern gebruikt te worden voor forensische doeleinden, bijvoorbeeld door opsporingsinstanties (onder andere CIA en FBI). Met name verzekeringmaatschappijen en justitiële instellingen beweren daarbij dat het gebruik van op spraakanalyse gebaseerde leugendetectie het aantal leugens (zoals liegen over druggebruik, frauduleuze schadeclaims etc.) sterk deed afnemen.
Deze positieve effecten van VSA zouden echter ook een gevolg kunnen zijn van het ‘bogus pipeline-effect’. Deze term slaat op een methode afkomstig uit de sociale psychologie om iemands werkelijke mening of attitude te bepalen over sociaal gevoelige onderwerpen, als vooroordelen over ras of sekse. Iemand werd dan aangesloten op een nepapparaat, met de mededeling dat het apparaat in staat was de echte meningen of gevoelens te peilen. Feitelijk is er dus sprake van een misleiding van de proefpersoon.
Ten aanzien van VSA wil het effect zeggen dat een arrestant minder snel zal liegen, of dat een klant van een verzekeringsmaatschappij minder snel een valse schadeclaim zal indienen, als deze weet dat zijn antwoorden onderworpen zullen worden aan een spraakanalyse. Het doet er in principe niet toe of het apparaat inderdaad bestaat, is aangesloten, of dat de werking betrouwbaar is. Aan een cliënt van een verzekeringsmaatschappij wordt bijvoorbeeld door de telefoon meegedeeld dat een spraakanalyse apparaat meeluistert. Of men vertelt de cliënt of verdachte later dat het onderzoek hem of haar als verdachte heeft aangewezen. Bij een aantal van deze gevallen bleek er inderdaad sprake van een terechte aanwijzing: schuldige personen erkenden bijvoorbeeld later een misdaad na eerder door de test als verdachte te zijn aangewezen. Of zij trokken later hun onterechte schadeclaim in. Maar het omgekeerde bleek ook regelmatig voor te komen: iemand die aanvankelijk als schuldig was getypeerd, bleek later onschuldig te zijn.